# Гигантското приключение на Том и Джери
„Гигантското приключение на Том и Джери“ е анимационен филм с участието на Том и Джери, продуциран от Warner Bros. Animation. Том и Джери са верните слуги на Джак, син на основателя на затруднения увеселителен парк с книги с истории, който получава така необходимия тласък, благодарение на някои мистериозни магически зърна.
Том и Джери живеят с Джак и майка му в Града на книгите, тематичен парк, вдъхновен от приказките. Паркът страда от смъртта на своя основател, бащата на Джак. Младият Джак отчаяно иска да спаси парка от ръцете на алчен милиардер, който е купил ипотеката на парка, тръгвайки заедно с верните си приятели котка и мишка да продават изпълняващата си крава, за да извърши следващото ипотечно плащане. Твърде късно, за да я продадат на близкия цирк, те разменят кравата на мистериозен фермер за шепа вълшебни зърна. Това, което следва, е пътуване нагоре по бобено стъбло до Приказната страна, магическа земя, управлявана от алчен гигант и дом на всякакви легендарни герои, някои от които са изобразени от класически герои от анимационни филми на MGM като Други като Стария крал Коул, и Капризната катерица като пиеман на Простия Саймън. Сега Том и Джери трябва да сложат край на своята космена вражда достатъчно дълго, за да спасят както Приказната страна, така и Града на книгите.

## Озвучаващ състав
| Изпълнител                 | Персонаж                               |
| -------------------------- | -------------------------------------- |
| Уилям Хана (архивен запис) | Котаракът Том и Тайк (не е кредитиран) |
| Ейми Уинфри                | Джери Мишока (не е кредитирана)        |
| Джейкъб Бетранд            | Джак Брадли                            |
| Гарисън Кейлър             | Разказвача и фермера Дел               |
| Том Уилсън                 | Г-н Бигли и Невероятният               |
| Кат Суси                   | Тъфи                                   |
| Джо Аласки                 | Друпи                                  |
| Пол Реубенс                | Капризната катерица                    |
| Грей Делайл                | Госпожа Брадли и Червената фея         |
| Ричард Макгонагъл          | Мечето Барни                           |
| Фил Ламар                  | Спайк                                  |
| Джон Димаджио              | Местно куче                            |

## Рецепция
Чаз Лип заявява, че филмът „е безвреден час на забавление, който би трябвало да държи вниманието на целевата аудитория“, но объркан от липсата на „борба, преследване и обща борба между заглавните герои“.

## Последващ филм
„Том и Джери: Изгубеният дракон“ (Tom and Jerry: The Lost Dragon) излезе на 2 септември 2014 г.

## В България
В България филмът е излъчен по HBO през 2014 г. с български войсоувър дублаж на Доли Медия Студио. Екипът се състои от:
| Озвучаващи артисти | Адриана Андреева Росица Александрова Стоян Цветков Иван Петков |
| Тонрежисьор        | Ясен Пенчев                                                    |

През 2021 г., филмът е излъчен по Cartoon Network с български нахсинхронен дублаж на Александра Аудио. Заглавието е преведено като „Великанското приключение на Том и Джери“
| Роля            | Изпълнител           |
| --------------- | -------------------- |
| Джак            | Златина Тасева       |
| Г-жа Брадли Ред | Цветослава Симеонова |
| Г-н Бигли       | Николай Пърлев       |
| Друпи           | Камен Асенов         |
| Гигантът        | Георги Иванов        |
| Хъмпти Дъмпти   | Георги Стоянов       |
| Мийтхед         | Камен Асенов         |
| Щурият катерик  | Момчил Степанов      |